# Centorisoma
Centorisoma is een vliegengeslacht uit de familie van de halmvliegen (Chloropidae).

## Soorten
- C. elegantulum Becker, 1910